# Wężówka (dopływ Śniardw)
Wężówka – rów, dopływ Śniardw o długości 8,75 km. Płynie w województwie warmińsko-mazurskim na zachód od Orzysza przez zabagnienia, stąd w wielu miejscach lustro wody kryje się całkowicie w zwartych szuwarach trzcinowych. 
W niektórych odcinkach wykształciły się bagienne lasy w typie olsu z olszą i brzozą omszoną w drzewostanie. Nieco bliżej krawędzi doliny występuje łęg olszowo–jesionowy, w którym dominuje olsza czarna, a nieznaczny udział ma jesion wyniosły. Ze względu na wysokie walory przyrodnicze doliny Wężówki na odcinku Drozdowo – Wężewo są prowadzone starania o utworzenie tu użytku ekologicznego.